# Militaire begraafplaats in Bruchhausen
De militaire begraafplaats in Bruchhausen is een militaire begraafplaats in de gemeente Arnsberg Noordrijn-Westfalen, Duitsland. Op de begraafplaats liggen omgekomen Duitse, Poolse en Russische militairen uit de Eerste en Tweede Wereldoorlog.

## Begraafplaats
Op de begraafplaats rusten 28 militairen. Het merendeel hiervan (20) was Duits. Daarnaast liggen er nog twee Polen en zes Russen begraven.